# Partido Comunista do Chile
O Partido Comunista do Chile (PCCh) é um partido político chileno de orientação marxista. Fundado em 1912 por Luis Emilio Recabarren sob o nome de Partido Operário Socialista, o PCCh é atualmente liderado por Guillermo Tellier. O partido publica um jornal chamado El Siglo.
A organização juvenil do partido é a Juventudes Comunistas do Chile (JJCC), cujo integrante mais famoso foi o cantor e compositor Víctor Jara, assassinado em 16 de setembro de 1973, logo após a deflagração do golpe militar liderado pelo general Augusto Pinochet. Outros membros famosos do partido incluem o poeta vencedor do Prêmio Nobel Pablo Neruda e a cantora e compositora Violeta Parra. Atualmente, Camila Vallejo, é uma das dirigentes do Comitê Central da entidade, era presidente da Federação de Estudantes da Universidade do Chile (FECh) e uma liderança dos protestos contra o sistema neoliberal na educação do Chile.
Nas eleições parlamentares de 2013, o Partido Comunista ganhou seis assentos na Câmara dos Deputados. Atualmente, o partido é parte da Nova Maioria, coalizão de centro-esquerda liderada por Michelle Bachelet

## Resultados eleitorais

### Eleições presidenciais

#### Colégio Eleitoral
| Data | Candidato apoiado        | CI.                      | Votos                    | %                        | Colégio Eleitoral        | Status                   |
| ---- | ------------------------ | ------------------------ | ------------------------ | ------------------------ | ------------------------ | ------------------------ |
| 1925 | José Santos Salas        | 2.º                      | 74 091                   | 28,40 / 100,00           |                          | Não Eleito               |
| 1927 | Nenhum candidato apoiado | Nenhum candidato apoiado | Nenhum candidato apoiado | Nenhum candidato apoiado | Nenhum candidato apoiado | Nenhum candidato apoiado |
| 1931 | Elías Lafferte           | 3.º                      | 2 434                    | 0,85 / 100,00            |                          | Não Eleito               |
| 1932 | Elías Lafferte           | 5.º                      | 4 128                    | 1,20 / 100,00            |                          | Não Eleito               |
| 1938 | Pedro Aguirre Cerda      | 1.º                      | 222 720                  | 50,45 / 100,00           |                          | Eleito                   |
| 1942 | Juan Antonio Ríos        | 1.º                      | 260 034                  | 55,74 / 100,00           |                          | Eleito                   |
| 1946 | Gabriel González Videla  | 1.º                      | 192 207                  | 40,23 / 100,00           | 138 / 185                | Eleito                   |
| 1952 | Salvador Allende         | 4.º                      | 51 975                   | 5,45 / 100,00            |                          | Não Eleito               |
| 1958 | Salvador Allende         | 2.º                      | 356 493                  | 28,85 / 100,00           | 26 / 192                 | Não Eleito               |
| 1964 | Salvador Allende         | 2.º                      | 977 902                  | 38,93 / 100,00           |                          | Não Eleito               |
| 1970 | Salvador Allende         | 1.º                      | 1 075 616                | 36,63 / 100,00           | 153 / 200                | Eleito                   |

Nota: O colégio eleitoral foi usado quando nenhum candidato tinha mais de 50% dos votos

#### Voto Popular
| Data    | Candidato apoiado        | 1.ª Volta | 1.ª Volta | 1.ª Volta      | 2.ª Volta | 2.ª Volta | 2.ª Volta      |
| Data    | Candidato apoiado        | CI.       | Votos     | %              | CI.       | Votos     | %              |
| ------- | ------------------------ | --------- | --------- | -------------- | --------- | --------- | -------------- |
| 1989    | Patricio Aylwin          | 1.º       | 3 850 571 | 55,17 / 100,00 |           |           |                |
| 1993    | Eugenio Pizarro Poblete  | 5.º       | 327 402   | 4,70 / 100,00  |           |           |                |
| 1999/00 | Gladys Marín Millie      | 3.º       | 225 224   | 3,19 / 100,00  |           |           |                |
| 2005/06 | Tomás Hirsch Goldschmidt | 4.º       | 375 048   | 5,40 / 100,00  |           |           |                |
| 2009/10 | Jorge Arrate Mac Niven   | 4.º       | 433 195   | 6,21 / 100,00  |           |           |                |
| 2013    | Michelle Bachelet        | 1.º       | 3 075 839 | 46,70 / 100,00 | 1.º       | 3 470 055 | 62,17 / 100,00 |
| 2017    | Alejandro Guillier       | 2.º       | 1 497 118 | 22,70 / 100,00 | 2.º       | 3 159 902 | 45,42 / 100,00 |
| 2021    | Gabriel Boric            | 2.º       | 1 815 024 | 25,82 / 100,00 | 1.º       | 4 620 671 | 55,87 / 100,00 |

### Eleições legislativas

#### Câmara dos Deputados
| Data                  | CI.                                  | Votos                                | %                                    | +/-                                  | Deputados | +/-     | Coligação                           | Designação                    |
| --------------------- | ------------------------------------ | ------------------------------------ | ------------------------------------ | ------------------------------------ | --------- | ------- | ----------------------------------- | ----------------------------- |
| 1924                  | 6.º                                  | 1 212                                | 0,49 / 100,00                        |                                      | 0 / 118   |         |                                     |                               |
| 1925                  | Partido Democrata                    | Partido Democrata                    | Partido Democrata                    | Partido Democrata                    | 7 / 132   | 7       |                                     |                               |
| 1930                  | Banido                               | Banido                               | Banido                               | Banido                               | Banido    | Banido  | Banido                              | Banido                        |
| 1932                  | Banido                               | Banido                               | Banido                               | Banido                               | Banido    | Banido  | Banido                              | Banido                        |
| 1937                  | 6.º                                  | 17 162                               | 4,16 / 100,00                        |                                      | 7 / 146   |         |                                     | Partido Nacional Democrático  |
| 1941                  | 5.º                                  | 53 144                               | 11,80 / 100,00                       | 7,64                                 | 16 / 147  | 9       |                                     | Partido Progressista Nacional |
| 1945                  | 4.º                                  | 46 133                               | 10,18 / 100,00                       | 1,62                                 | 15 / 147  | 1       | Aliança Democrática                 | Partido Progressista Nacional |
| 1949                  | 6.º                                  | 22 631                               | 4,98 / 100,00                        | 3,95                                 | 6 / 147   | 8       |                                     | Partido Socialista Popular    |
| 1949                  | 13.º                                 | 5 721                                | 1,25 / 100,00                        | 3,95                                 | 1 / 147   | 8       |                                     | Partido Socialista Autêntico  |
| 1953                  | Frente do Povo                       | Frente do Povo                       | Frente do Povo                       | Frente do Povo                       | 2 / 147   | 5       |                                     |                               |
| 1957                  | 11.º                                 | 17 785                               | 2,00 / 100,00                        |                                      | 4 / 147   | 2       | Frente de Ação Popular              | Partido do Trabalho           |
| 1961                  | 5.º                                  | 157 572                              | 11,76 / 100,00                       | 9,76                                 | 16 / 147  | 12      | Frente de Ação Popular              |                               |
| 1965                  | 3.º                                  | 290 635                              | 12,73 / 100,00                       | 0,97                                 | 18 / 147  | 2       | Frente de Ação Popular              |                               |
| 1969                  | 3.º                                  | 383 049                              | 16,60 / 100,00                       | 3,87                                 | 22 / 150  | 4       | Unidade Popular                     |                               |
| 1973                  | 4.º                                  | 593 738                              | 16,36 / 100,00                       | 0,24                                 | 25 / 150  | 3       | Unidade Popular                     |                               |
| Banido de 1973 a 1989 |                                      |                                      |                                      |                                      |           |         |                                     |                               |
| 1989                  | Partido Amplo da Esquerda Socialista | Partido Amplo da Esquerda Socialista | Partido Amplo da Esquerda Socialista | Partido Amplo da Esquerda Socialista | 0 / 120   |         |                                     |                               |
| 1993                  | 6.º                                  | 336 034                              | 4,99 / 100,00                        |                                      | 0 / 120   | Estável | Alternativa Democrática de Esquerda |                               |
| 1997                  | 6.º                                  | 398 588                              | 6,88 / 100,00                        | 1,89                                 | 0 / 120   | Estável | A Esquerda                          |                               |
| 2001                  | 6.º                                  | 320 688                              | 5,22 / 100,00                        | 1,66                                 | 0 / 120   | Estável |                                     |                               |
| 2005                  | 6.º                                  | 339 547                              | 5,14 / 100,00                        | 0,08                                 | 0 / 120   | Estável | Juntos Podemos Mais                 |                               |
| 2009                  | 8.º                                  | 133 718                              | 2,02 / 100,00                        | 3,12                                 | 3 / 120   | 3       | Concertación                        |                               |
| 2013                  | 6.º                                  | 255 914                              | 4,11 / 100,00                        | 2,09                                 | 6 / 120   | 3       | Nova Maioria                        |                               |
| 2017                  | 7.º                                  | 274 935                              | 4,58 / 100,00                        | 0,47                                 | 8 / 120   | 2       | A Força da Maioria                  |                               |

Nota: Entre 1932 a 1957, o Partido Comunista estava proibido de participar com o seu nome nas eleições.